# Xanthodesma
Xanthodesma is een geslacht van vlinders van de familie spinneruilen (Erebidae).

## Soorten
- X. aurantiaca Aurivillius, 1910
- X. aurata Aurivillius, 1910
- X. rectangulata Kenrick, 1917